# Mansa Musa

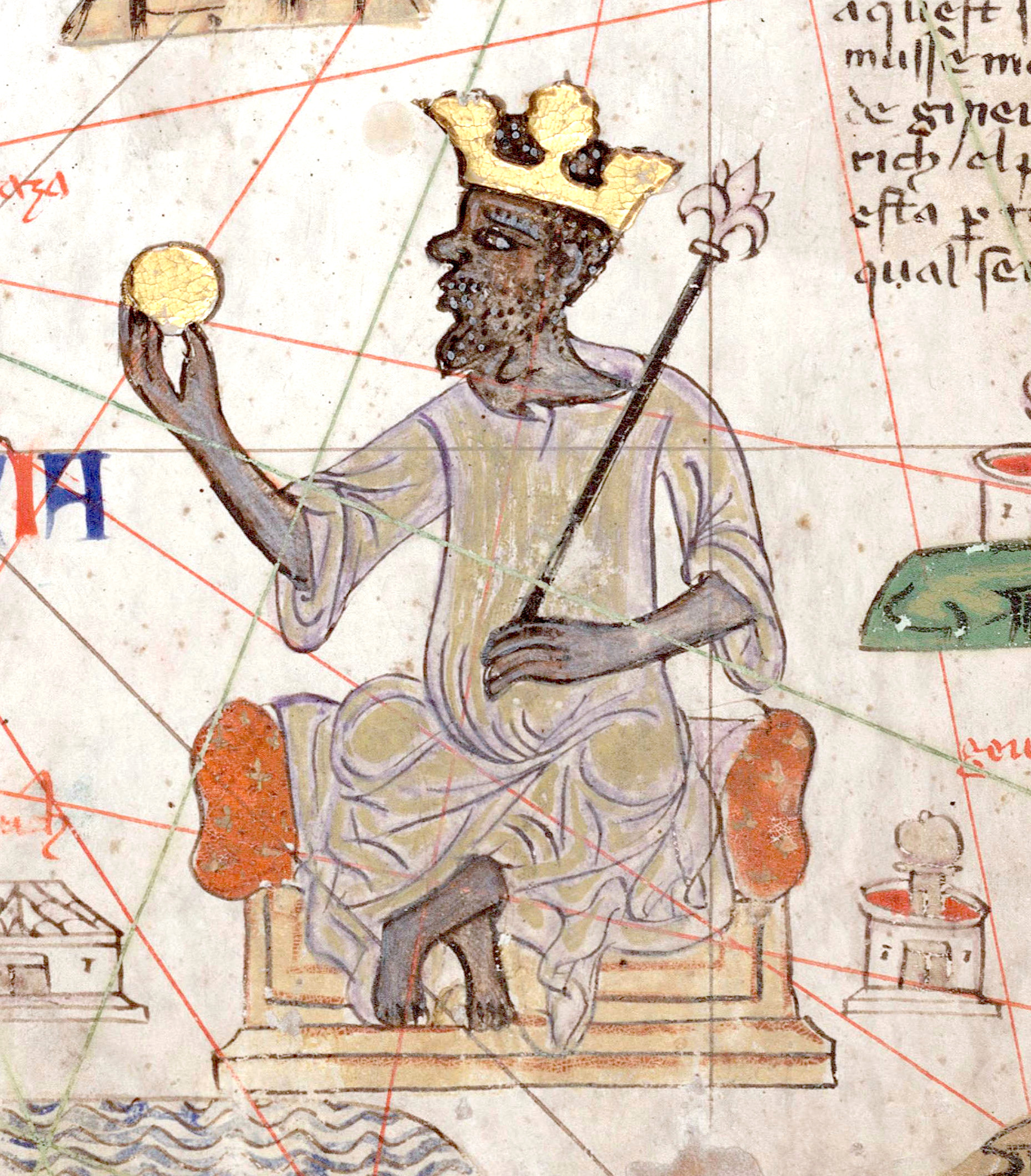
Darstellung Mansa Musas auf einer Karte des Katalanischen Weltatlas von 1375, mit einem Zepter in der linken und einem Goldklumpen in der rechten Hand

Kankan Mansa Musa I. († 1332 oder 1337) war von 1307 oder 1312 bis zu seinem Tod König bzw. Mansa von Mali, dem größten Reich der westafrikanischen Geschichte. Unter seiner Herrschaft erreichte das Land seine Blüte, und Timbuktu wurde eine der bedeutendsten Städte Afrikas.

## Leben
Mansa (König) Musa galt als der „reichste Mann seiner Zeit“. In Zeitungsartikeln und auf Wirtschaftsnachrichten-Webseiten wird Mansa Musa vielfach als reichster Mensch aller Zeiten bezeichnet, sein Vermögen wird dabei inflationsbereinigt auf 400 Milliarden US-Dollar hochgerechnet. Diese Einschätzung, die von Journalisten stammt, findet sich aber nur vereinzelt in der Literatur. Legendär wurde sein Haddsch, die traditionelle muslimische Pilgerfahrt nach Mekka, mit einer Länge von circa 7000 km in den Jahren 1324/25. Der sagenhaft reiche König gab auf der Reise so viel Gold aus, dass es in Kairo, Ägypten, den Wert des auf Gold basierenden ägyptischen Dinars auf zehn Jahre hinaus ruinierte – er sank um ein Viertel seines Wertes. Mansa Musa selbst spürte dies auf seiner Rückreise. Da sein Gold nicht mehr den ursprünglichen Wert besaß, musste er sich von Kairoer Kaufleuten Geld leihen.
Ein Gewährsmann des aus Damaskus stammenden arabischen Historikers Schibāb al-ʿUmarī (1301–1349) stellte fest: „Der Sultan Musa hat mir erzählt, dass er das ausschließliche Recht auf das Gold habe und dass er es als Tribut einziehe, außer das, was die Bewohner des Landes ihm nehmen, was Diebstahl sei.“ Al-Umari berichtet, der Tross des Königs habe angeblich aus 60.000 Menschen – darunter 12.000 Sklaven – bestanden und 80 Kamele hätten je 300 Pfund Gold getragen.
Mansa Musa gilt als Initiator und Bauherr der Freitagsmoschee Djinger-ber in Timbuktu. Er starb 1332 oder 1337. Sein Nachfolger wurde der Sohn Mansa Magha.
Arabische Schriftsteller wie Ibn Battuta und Abdallah ibn Asad al-Yafii lobten Musas Großzügigkeit, Tugend und Intelligenz. Ibn Khaldun sagte, dass er „ein aufrechter Mann und ein großer König war, über den immer noch Geschichten seiner Gerechtigkeit erzählt werden.“